# Spring Ridge (Maryland)
Spring Ridge – jednostka osadnicza w Stanach Zjednoczonych, w stanie Maryland, w hrabstwie Frederick.